# Hitoyoshi Satomi
Hitoyoshi Satomi (里見 仁義 Satomi Hitoyoshi?, nacido el 13 de mayo de 1983 en Gunma) es un exfutbolista japonés. Jugaba de centrocampista y su último club fue el Arte Takasaki de Japón.

## Trayectoria

### Clubes
| Club           | País  | Año         |
| -------------- | ----- | ----------- |
| Honda          | Japón | 2002 - 2005 |
| Thespa Kusatsu | Japón | 2006 - 2007 |
| Arte Takasaki  | Japón | 2008        |